# NGC 1528
NGC 1528 је расејано звездано јато у сазвежђу Персеј које се налази на NGC листи објеката дубоког неба.
Деклинација објекта је + 51° 12' 42" а ректасцензија 4h 15m 19,0s. Привидна величина (магнитуда) објекта NGC 1528 износи 6,4. NGC 1528 је још познат и под ознакама OCL 397.